# Ньегован, Максимилиан
Максимилиан Ньегован (нем. Maximilian Njegovan; 31 октября 1858, Загреб Австрийская империя (ныне Хорватия) — 1 июля 1930, Загреб) — австро-венгерский флотоводец, командующий Императорского и Королевского Военно-морского Флота Австро-Венгрии в 1917—1918 годах. Гроссадмирал (1917).

## Биография
Хорват по происхождению. Окончил Военно-морскую академию во Фиуме (ныне Риека) и поступил гардемарином второго класса на службу в Императорский Военно-морской Флот Австрийской империи.
В 1877 г. ему присвоен чин мичмана. В 1893 году, после окончания специальных офицерских курсов, назначен командиром торпедного катера Tb.34 Кондор. В 1898—1905 годах — инструктор по морскому судоходству Военно — морской академии.
В 1905—1907 годах командовал броненосцем SMS Будапешт.
В 1907—1909 служил начальником штаба командующего ВМФ адмирала Рудольфа Монтекуккола. Позже работал начальником управления морской пехоты военно — морского департамента военного министерства Австро-Венгрии; был ответственным за кадровый резерв.
1 ноября 1911 году (10 декабря 1911?) ему присвоен чин контр-адмирала, 1 ноября 1913 (15 ноября 1913?) — вице-адмирала, с 23 февраля 1917 — адмирал.
Во время балканских войн (1912—1913) принял на себя командование тяжелыми линкорами второго дивизиона.
В начале Первой мировой войны в 1914 году был назначен командиром 1-го дивизиона 1-й Морской дивизии Австро-Венгерского флота, подняв свой флаг на флагмане дредноуте «SMS Tegetthoff» .
За набег на итальянском побережье и бомбардировку итальянского города Анкона в мае 1915 года
и был награждён Императорским австрийским орденом Леопольда.

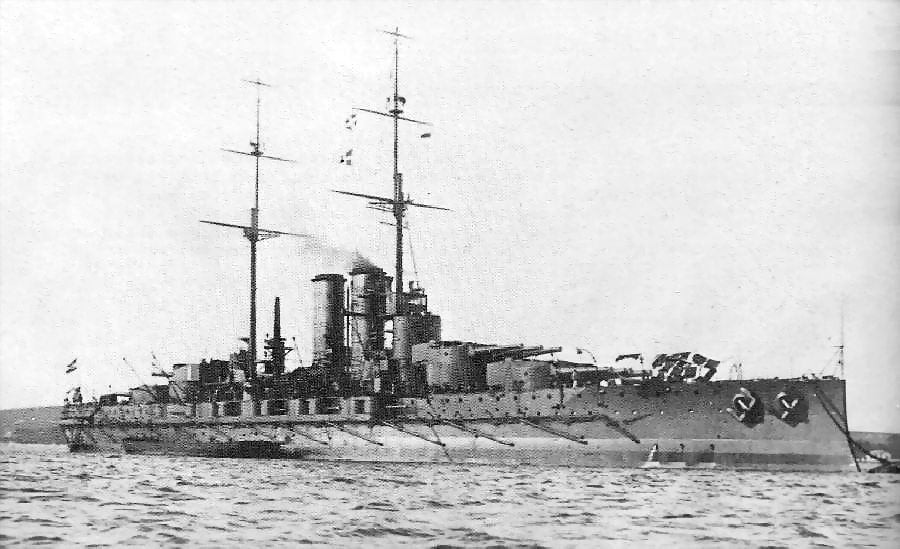
Дредноут «SMS Tegetthoff»

За отличия в сражении против флотов Италии, Франции и Британии в проливе Отранто, которые его заблокировали, предотвратив выход австро-венгерского флота в Средиземное море, адмирал М. Ньегован был удостоен Большого Креста Ордена Железной Короны .
В феврале 1917 года М. Ньегован после смерти гросс-адмирала Антона Гауса был назначен последним командующим Императорского и Королевского Военно-морского Флота Австро-Венгрии (Flottenkommandant).
После беспорядков в Пуле, особенно после восстания в заливе Котор, 1 марта 1918 года уволен и вышел в отставку.
Флот, который он и его предшественники всеми силами развивали и поддерживали в боевом состоянии, после 1918 года был забран по контрибуции победившими державами.
Умер в Загребе и похоронен на кладбище Мирогой.

## Награды
- Австрийский орден Леопольда (1915)
- Большой Крест Ордена Железной Короны (1917)